# Stazione di Meknes-Amir Abdelkader
La stazione di Meknes-Amir Abdelkader è una delle due stazioni della città di Meknès in Marocco, insieme a quella di Meknes Ville. Questa è la più piccola delle due ed è situata nel quartiere di Hamriya. Ha un sottopassaggio che permette di raggiungere la città direttamente dai binari. All'interno dello stabile ci sono dei negozi e all'esterno c'è un deposito di taxi e di autobus che permettono di raggiungere i vari quartieri della città.

## Servizi
La stazione dispone di:
- Sottopassaggio
- Fermata autobus di passaggio